# Terem Moffi
Terem Igobor Moffi (Calabar, 25 maggio 1999) è un calciatore nigeriano, attaccante del Nizza e della nazionale nigeriana.

## Caratteristiche tecniche
È un centravanti forte fisicamente.

## Carriera

### Club
Approdato in Europa nel 2017, ha iniziato la propria carriera fra le file del Kauno Žalgiris, in Lituania.
Nel febbraio del 2019, dopo più di un anno come svincolato, si è trasferito al Riteriai, dove si è messo in mostra piazzandosi secondo nella classifica marcatori di A lyga, con 20 reti in 29 incontri. Nel mercato invernale del 2020 è stato acquistato dal Kortrijk, con cui ha segnato 5 reti in 9 incontri fino alla sospensione del campionato per via della pandemia di COVID-19, torneo poi definitivamente interrotto.
Il 1º ottobre è stato ceduto a titolo definitivo al Lorient, neopromosso in Ligue 1. Ha debuttato nella massima divisione francese due settimane più tardi andando subito a segno nella vittoria per 3-1 sul campo dello Stade Reims.
A fine gennaio del 2023 passa al Nizza in prestito con obbligo di riscatto a fine stagione, con cui esordisce il 5 febbraio nella partita in trasferta contro il Marsiglia, mentre segna i suoi primi 2 gol in maglia rosso nera nella trasferta contro il Monaco. Con il Nizza esordisce anche in Conference League, nella sfida di andata degli ottavi di finale contro lo Sheriff Tiraspol.

### Nazionale
Ha esordito in nazionale nel 2021.

## Statistiche

### Presenze e reti nei club
Statistiche aggiornate al 19 maggio 2024.
| Stagione        | Squadra         | Campionato      | Campionato | Campionato | Coppe nazionali | Coppe nazionali | Coppe nazionali | Coppe continentali | Coppe continentali | Coppe continentali | Altre coppe | Altre coppe | Altre coppe | Totale | Totale | Totale |
| Stagione        | Squadra         | Comp            | Pres       | Reti       | Comp            | Pres            | Reti            | Comp               | Pres               | Reti               | Comp        | Pres        | Reti        | Pres   | Reti   |        |
| --------------- | --------------- | --------------- | ---------- | ---------- | --------------- | --------------- | --------------- | ------------------ | ------------------ | ------------------ | ----------- | ----------- | ----------- | ------ | ------ | ------ |
| ago.-dic. 2017  | Kauno Žalgiris  | A               | 8          | 1          | CL              | 0               | 0               |                    | -                  | -                  |             | -           | -           | 8      | 1      |        |
| 2019            | Riteriai        | A               | 29         | 20         | CL              | 0               | 0               | UEL                | 2                  | 0                  |             | -           | -           | 31     | 20     |        |
| gen.-giu. 2020  | Kortrijk        | D1              | 9          | 5          | CB              | 2               | 0               |                    | -                  | -                  |             | -           | -           | 11     | 5      |        |
| 2020-2021       | Lorient         | L1              | 32         | 14         | CF              | 2               | 1               |                    | -                  | -                  |             | -           | -           | 34     | 15     |        |
| 2021-2022       | Lorient         | L1              | 37         | 8          | CF              | 1               | 0               |                    | -                  | -                  |             | -           | -           | 38     | 8      |        |
| 2022-gen. 2023  | Lorient         | L1              | 18         | 12         | CF              | 0               | 0               |                    | -                  | -                  |             | -           | -           | 18     | 12     |        |
| Totale Lorient  | Totale Lorient  | Totale Lorient  | 87         | 34         |                 | 3               | 1               |                    | -                  | -                  |             | -           | -           | 90     | 35     |        |
| gen.-giu. 2023  | Nizza           | L1              | 16         | 6          | CF              | 0               | 0               | UECL               | 4                  | 3                  |             | -           | -           | 20     | 9      |        |
| 2023-2024       | Nizza           | L1              | 30         | 11         | CF              | 2               | 0               |                    | -                  | -                  |             | -           | -           | 32     | 11     |        |
| 2024-2025       | Nizza           | L1              | 4          | 1          | CF              | 0               | 0               | UEL                | 0                  | 0                  |             | -           | -           | 4      | 1      |        |
| Totale Nizza    | Totale Nizza    | Totale Nizza    | 50         | 18         |                 | 2               | 0               |                    | 4                  | 3                  |             | -           | -           | 56     | 21     |        |
| Totale carriera | Totale carriera | Totale carriera | 183        | 78         |                 | 7               | 1               |                    | 6                  | 3                  |             | -           | -           | 196    | 82     |        |

### Cronologia presenze e reti in nazionale
| Cronologia completa delle presenze e delle reti in nazionale ― Nigeria | Cronologia completa delle presenze e delle reti in nazionale ― Nigeria | Cronologia completa delle presenze e delle reti in nazionale ― Nigeria | Cronologia completa delle presenze e delle reti in nazionale ― Nigeria | Cronologia completa delle presenze e delle reti in nazionale ― Nigeria | Cronologia completa delle presenze e delle reti in nazionale ― Nigeria | Cronologia completa delle presenze e delle reti in nazionale ― Nigeria | Cronologia completa delle presenze e delle reti in nazionale ― Nigeria |
| Data                                                                   | Città                                                                  | In casa                                                                | Risultato                                                              | Ospiti                                                                 | Competizione                                                           | Reti                                                                   | Note                                                                   |
| ---------------------------------------------------------------------- | ---------------------------------------------------------------------- | ---------------------------------------------------------------------- | ---------------------------------------------------------------------- | ---------------------------------------------------------------------- | ---------------------------------------------------------------------- | ---------------------------------------------------------------------- | ---------------------------------------------------------------------- |
| 4-6-2021                                                               | Wiener Neustadt                                                        | Nigeria                                                                | 0 – 1                                                                  | Camerun                                                                | Amichevole                                                             | -                                                                      | 66’                                                                    |
| 8-6-2021                                                               | Wiener Neustadt                                                        | Camerun                                                                | 0 – 0                                                                  | Nigeria                                                                | Amichevole                                                             | -                                                                      | 45’                                                                    |
| 7-9-2021                                                               | Praia                                                                  | Capo Verde                                                             | 1 – 2                                                                  | Nigeria                                                                | Qual. Mondiali 2022                                                    | -                                                                      | 73’                                                                    |
| 29-5-2022                                                              | Arlington                                                              | Messico                                                                | 2 – 1                                                                  | Nigeria                                                                | Amichevole                                                             | -                                                                      | 73’                                                                    |
| 3-6-2022                                                               | Harrison                                                               | Ecuador                                                                | 1 – 0                                                                  | Nigeria                                                                | Amichevole                                                             | -                                                                      | 85’                                                                    |
| 9-6-2022                                                               | Abuja                                                                  | Nigeria                                                                | 2 – 1                                                                  | Sierra Leone                                                           | Qual. Mondiali 2022                                                    | -                                                                      | 90’                                                                    |
| 13-6-2022                                                              | Agadir                                                                 | São Tomé e Príncipe                                                    | 0 – 10                                                                 | Nigeria                                                                | Qual. Mondiali 2022                                                    | 2                                                                      | 71’                                                                    |
| 27-9-2022                                                              | Blida                                                                  | Algeria                                                                | 2 – 1                                                                  | Nigeria                                                                | Amichevole                                                             | 1                                                                      | 72’                                                                    |
| 17-11-2022                                                             | Lisbona                                                                | Portogallo                                                             | 4 – 0                                                                  | Nigeria                                                                | Amichevole                                                             | -                                                                      | 58’                                                                    |
| 27-3-2023                                                              | Bissau                                                                 | Guinea-Bissau                                                          | 0 – 1                                                                  | Nigeria                                                                | Qual. Coppa d'Africa 2023                                              | -                                                                      | 62’                                                                    |
| 13-10-2023                                                             | Portimão                                                               | Arabia Saudita                                                         | 2 – 2                                                                  | Nigeria                                                                | Amichevole                                                             | -                                                                      | 59’                                                                    |
| 16-10-2023                                                             | Albufeira                                                              | Mozambico                                                              | 2 – 3                                                                  | Nigeria                                                                | Amichevole                                                             | 1                                                                      | 75’                                                                    |
| 16-11-2023                                                             | Uyo                                                                    | Nigeria                                                                | 1 – 1                                                                  | Lesotho                                                                | Qual. Mondiali 2026                                                    | -                                                                      | 59’                                                                    |
| 19-11-2023                                                             | Butare                                                                 | Zimbabwe                                                               | 1 – 1                                                                  | Nigeria                                                                | Qual. Mondiali 2026                                                    | -                                                                      | 77’                                                                    |
| 7-2-2024                                                               | Bouaké                                                                 | Nigeria                                                                | 1 – 1 dts (4 – 2 dtr)                                                  | Sudafrica                                                              | Coppa d'Africa 2023 - Semifinale                                       | -                                                                      | 110’                                                                   |
| 11-2-2024                                                              | Abidjan                                                                | Nigeria                                                                | 1 – 2                                                                  | Costa d'Avorio                                                         | Coppa d'Africa 2023 - Finale                                           | -                                                                      | 86’                                                                    |
| 7-6-2024                                                               | Uyo                                                                    | Nigeria                                                                | 1 – 1                                                                  | Sudafrica                                                              | Qual. Mondiali 2026                                                    | -                                                                      | 80’                                                                    |
| 10-6-2024                                                              | Abidjan                                                                | Benin                                                                  | 2 – 1                                                                  | Nigeria                                                                | Qual. Mondiali 2026                                                    | -                                                                      | 51’                                                                    |
| Totale                                                                 |                                                                        | Presenze                                                               | 18                                                                     |                                                                        | Reti                                                                   | 4                                                                      |                                                                        |